# Volleyball Casalmaggiore 2011-2012
Questa voce raccoglie le informazioni riguardanti il Valleyball Casalmaggiore nelle competizioni ufficiali della stagione 2011-2012.

## Organigramma societario
Area direttiva
- Presidente: Massimo Boselli

Area tecnica
- Allenatore: Gianfranco Milano
- Allenatore in seconda: Giorgio Bolzoni
- Scout man: Luca Zanotti

Area sanitaria
- Medico: Claudio Toscani
- Preparatore atletico: Claudio Bizzarri, Antonio Votero Prina
- Fisioterapista: Cristian Carubelli

## Rosa
| N° | Nome                | Ruolo | Data di nascita   | Nazionalità sportiva |
| -- | ------------------- | ----- | ----------------- | -------------------- |
| 1  | Lara Lugli          | S     | 11 marzo 1980     | Italia               |
| 2  | Sara Paris          | L     | 19 luglio 1985    | Italia               |
| 3  | Rossella Olivotto   | C     | 27 aprile 1991    | Italia               |
| 6  | Daniela Nardini     | C     | 18 dicembre 1982  | Italia               |
| 7  | Rossella Giorgi     | L     | 9 marzo 1981      | Italia               |
| 9  | Sanja Tomašević     | S     | 3 giugno 1980     | Serbia               |
| 10 | Gloria Trabucchi    | P     | 7 febbraio 1989   | Italia               |
| 11 | Alessandra Petrucci | P     | 11 febbraio 1983  | Italia               |
| 12 | Floriana Bertone    | C     | 19 novembre 1992  | Italia               |
| 13 | Valentina Zago      | S/O   | 21 febbraio 1990  | Italia               |
| 14 | Monika Kučerová     | S     | 17 settembre 1983 | Rep. Ceca            |
| 15 | Chiara Masotti      | S     | 11 maggio 1990    | Italia               |

## Risultati

### Serie A2

#### Girone di andata
| 1ª giornata - 8 ottobre 2011 PalaBaslenga, Casalmaggiore             | Casalmaggiore | 2 - 3 | Cuatto Giaveno      | 24-26, 25-21, 23-25, 27-25, 10-15 |
| 2ª giornata - 16 ottobre 2011 PalaScoppa, Soverato                   | Soverato      | 1 - 3 | Casalmaggiore       | 25-23, 19-25, 19-25, 15-25        |
| 3ª giornata - 23 ottobre 2011 PalaBaslenga, Casalmaggiore            | Casalmaggiore | 3 - 0 | Pontecagnano Faiano | 25-12, 25-15, 25-20               |
| 4ª giornata - 30 ottobre 2011 PalaMacchitella, San Vito dei Normanni | San Vito      | 0 - 3 | Casalmaggiore       | 14-25, 23-25, 23-25               |
| 5ª giornata - 6 novembre 2011 PalaBaslenga, Casalmaggiore            | Casalmaggiore | 3 - 1 | Busnago             | 30-28, 25-16, 22-25, 25-20        |
| 6ª giornata - 13 novembre 2011 PalaGeorge, Montichiari               | Verona        | 3 - 1 | Casalmaggiore       | 25-23, 18-25, 25-23, 25-20        |
| 7ª giornata - 20 novembre 2011 PalaBaslenga, Casalmaggiore           | Casalmaggiore | 3 - 0 | Antares             | 25-13, 25-15, 25-16               |
| 8ª giornata - 27 novembre 2011 Palazzetto dello sport, Frosinone     | IHF           | 0 - 3 | Casalmaggiore       | 19-25, 15-25, 18-25               |
| 9ª giornata - 4 dicembre 2011 PalaSerenelli, Loreto                  | Loreto        | 3 - 0 | Casalmaggiore       | 25-16, 25-23, 25-19               |
| 10ª giornata - 8 dicembre 2011 PalaBaslenga, Casalmaggiore           | Casalmaggiore | 3 - 0 | Terre Verdiane      | 25-23, 25-16, 25-19               |
| 11ª giornata - 11 dicembre 2011 PalaBaslenga, Casalmaggiore          | Casalmaggiore | 3 - 2 | Crema               | 19-25, 21-25, 25-18, 25-20, 15-13 |
| 12ª giornata - 18 dicembre 2011 PalaRota, Mercato San Severino       | Rota          | 3 - 2 | Casalmaggiore       | 25-19, 19-25, 25-23, 21-25, 15-11 |
| 13ª giornata - 26 dicembre 2011 PalaBaslenga, Casalmaggiore          | Casalmaggiore | 3 - 0 | Forlì               | 25-20, 25-19, 25-23               |
| 14ª giornata - 8 gennaio 2012 PalaParenti, Santa Croce sull'Arno     | Santa Croce   | 1 - 3 | Casalmaggiore       | 21-25, 19-25, 25-21, 15-25        |
| 15ª giornata - 15 gennaio 2012 PalaBaslenga, Casalmaggiore           | Casalmaggiore | 3 - 0 | Time Matera         | 25-15, 25-21, 25-20               |

#### Girone di ritorno
| 16ª giornata - 22 gennaio 2012 Palazzetto dello Sport, Giaveno | Cuatto Giaveno      | 3 - 0 | Casalmaggiore | 25-21, 25-16, 25-18               |
| 17ª giornata - 29 gennaio 2012 PalaBaslenga, Casalmaggiore     | Casalmaggiore       | 1 - 3 | Soverato      | 25-11, 23-25, 19-25, 22-25        |
| 18ª giornata - 3 marzo 2012 PalaPicentia, Pontecagnano Faiano  | Pontecagnano Faiano | 0 - 3 | Casalmaggiore | 24-26, 17-25, 19-25               |
| 19ª giornata - 11 febbraio 2012 PalaBaslenga, Casalmaggiore    | Casalmaggiore       | 3 - 1 | San Vito      | 25-17, 25-16, 21-25, 25-9         |
| 20ª giornata - 19 febbraio 2012 PalaBusnago, Busnago           | Busnago             | 2 - 3 | Casalmaggiore | 19-25, 25-16, 17-25, 25-21, 8-15  |
| 21ª giornata - 25 febbraio 2012 PalaBaslenga, Casalmaggiore    | Casalmaggiore       | 3 - 0 | Verona        | 25-22, 25-16, 25-19               |
| 22ª giornata - 11 marzo 2012 PalaPozzillo, Sala Consilina      | Antares             | 0 - 3 | Casalmaggiore | 21-25, 15-25, 12-25               |
| 23ª giornata - 18 marzo 2012 PalaBaslenga, Casalmaggiore       | Casalmaggiore       | 3 - 1 | IHF           | 25-21, 25-27, 25-15, 25-21        |
| 24ª giornata - 25 marzo 2012 PalaBaslenga, Casalmaggiore       | Casalmaggiore       | 3 - 0 | Loreto        | 25-17, 25-23, 25-20               |
| 25ª giornata - 1º aprile 2012 PalaOlimpia, Fontanellato        | Terre Verdiane      | 1 - 3 | Casalmaggiore | 40-38, 23-25, 23-25, 26-28        |
| 26ª giornata - 7 aprile 2012 PalaBertoni, Crema                | Crema               | 0 - 3 | Casalmaggiore | 20-25, 23-25, 23-25               |
| 27ª giornata - 15 aprile 2012 PalaBaslenga, Casalmaggiore      | Casalmaggiore       | 3 - 1 | Rota          | 25-27, 25-18, 25-21, 25-17        |
| 28ª giornata - 22 aprile 2012 PalaRomiti, Forlì                | Forlì               | 0 - 3 | Casalmaggiore | 18-25, 18-25, 14-25               |
| 29ª giornata - 25 aprile 2012 PalaBaslenga, Casalmaggiore      | Casalmaggiore       | 3 - 2 | Santa Croce   | 25-13, 17-25, 25-27, 25-23, 15-13 |
| 30ª giornata - 29 aprile 2012 PalaSassi, Matera                | Time Matera         | 1 - 3 | Casalmaggiore | 23-25, 21-25, 25-20, 19-25        |

#### Play-off promozione
| Semifinali (gara 1) - 2 maggio 2012 PalaFarina, Viadana                | Casalmaggiore | 3 - 1 | Santa Croce   | 25-22, 25-9, 23-25, 25-20         |
| Semifinali (gara 2) - 6 maggio 2012 PalaParenti, Santa Croce sull'Arno | Santa Croce   | 3 - 2 | Casalmaggiore | 26-28, 25-20, 17-25, 25-21, 17-15 |
| Semifinali (gara 3) - 9 maggio 2012 PalaFarina, Viadana                | Casalmaggiore | 3 - 1 | Santa Croce   | 25-21, 25-21, 22-25, 25-21        |
| Finale (gara 1) - 13 maggio 2012 PalaFarina, Viadana                   | Casalmaggiore | 2 - 3 | Crema         | 22-25, 23-25, 25-23, 25-23, 8-15  |
| Finale (gara 2) - 16 maggio 2012 PalaBertoni, Crema                    | Crema         | 3 - 1 | Casalmaggiore | 23-25, 25-19, 25-19, 26-24        |
| Finale (gara 3) - 20 maggio 2012 PalaFarina, Viadana                   | Casalmaggiore | 2 - 3 | Crema         | 25-23, 19-25, 26-24, 20-25, 11-15 |

### Coppa Italia di Serie A2

#### Fase a eliminazione diretta
| Quarti di finale - 25 gennaio 2012 PalaBaslenga, Casalmaggiore | Casalmaggiore | 1 - 3 | Santa Croce | 20-25, 25-12, 21-25, 22-25 |